# Hạ Trạch
Hạ Trạch là một xã thuộc huyện Bố Trạch, tỉnh Quảng Bình, Việt Nam.

## Địa lý
Xã Hạ Trạch có vị trí địa lý:
- Phía đông giáp xã Bắc Trạch
- Phía tây giáp xã Mỹ Trạch và xã Liên Trạch
- Phía nam giáp xã Cự Nẫm
- Phía đông nam giáp xã Sơn Lộc.

Xã Hạ Trạch có diện tích 17,86 km², dân số năm 2019 là 4.047 người, mật độ dân số đạt 227 người/km².

## Hành chính
Xã Hạ Trạch được chia thành 9 thôn.
Hiện tại, vào ngày 01/12/2024, xã Hạ Trạch đã được sáp nhập với xã Mỹ Trạch để thành lập xã Hạ Mỹ. Thực hiện theo Nghị quyết về việc sắp xếp đơn vị hành chính cấp xã của tỉnh Quảng Bình giai đoạn 2023 - 2025 có hiệu lực thi hành từ ngày 1/12/2024.
Kết thúc chặng đường dài cái tên Hạ Trạch gắn liền với mảnh đất Cao Lao Hạ. Và từ nay nó sẽ mang một danh xưng mới, đồng hành cùng kỷ nguyên vươn mình của đất nước Việt Nam. Liệu cái tên Hạ Mỹ tồn tại được bao lâu để rồi lại sáp nhập hoặc chia tách? Nhưng chắc chắn cái tên Làng Cao Lao Hạ vẫn mãi ở trong tim của mỗi con dân làng Hạ.